# 鍍金門站
鍍金門站（法語：Porte Dorée）是巴黎地鐵的一個車站。鍍金門站開通於1931年5月5日，是巴黎地鐵8號線延長工程的一部分。車站名稱來自於鍍金門，這是19世紀時巴黎的城門之一。車站附近有鍍金門宮。

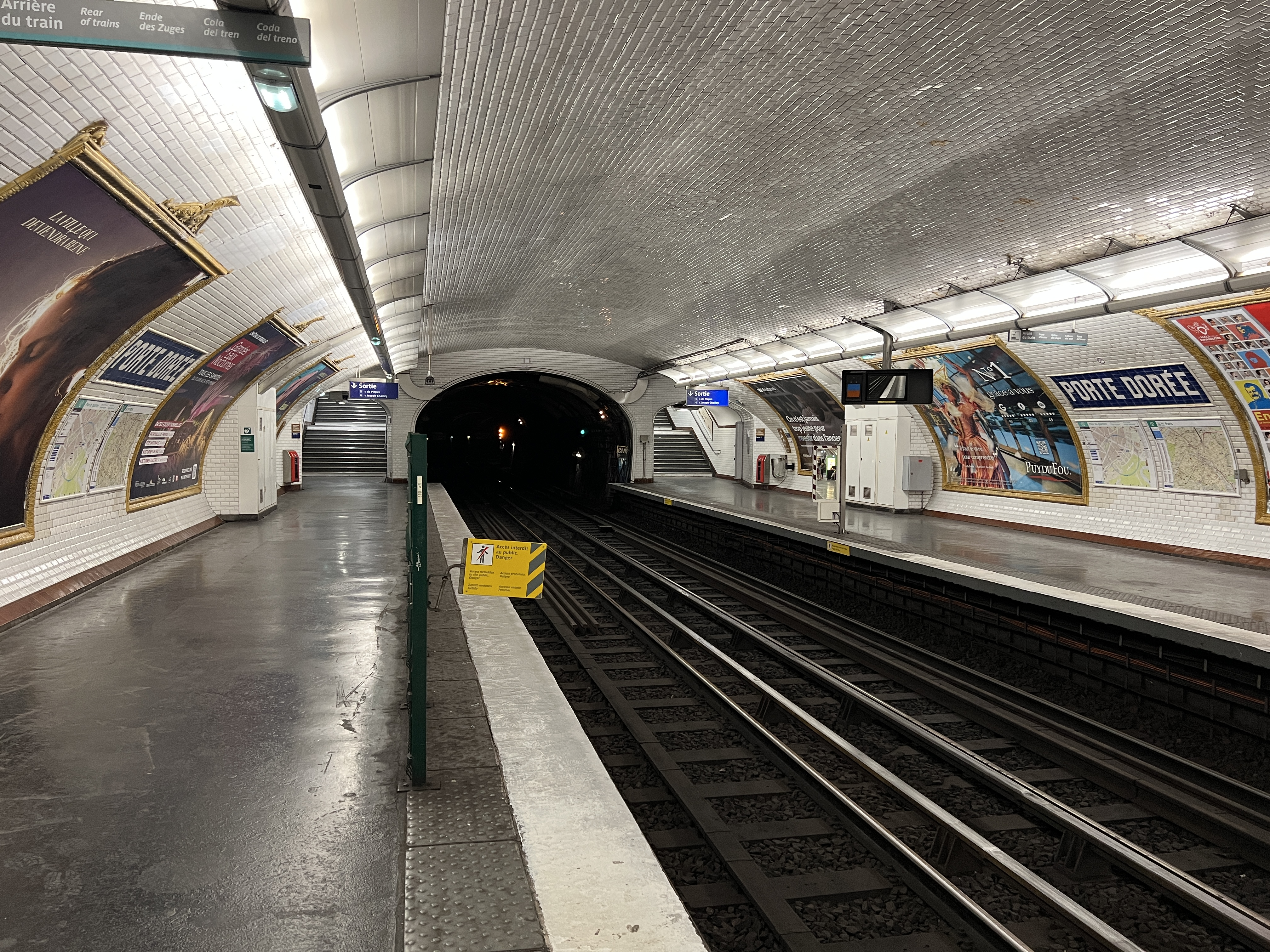
月台（2022年6月）

## 車站結構
| 街道層 |                    |                       |
| B1     | 月台連接夾層       |                       |
| 月台層 | 側式月台，右側開門 | 側式月台，右側開門    |
| 月台層 | 往巴拉             | 往巴拉（米歇爾·比佐） |
| 月台層 | 往湖之角           | 往湖之角（沙朗通門）  |
| 月台層 | 側式月台，右側開門 |                       |